# Дерюгина, Наталья Борисовна
Наталья Борисовна Дерюгина (род. 23 апреля 1971, Москва) — советская и российская гандболистка. Играла на позиции линейной.
В составе Объединенной команды завоевала бронзу на Олимпийских играх 1992 года в Барселоне.

## Биография
Игрок сборной России по гандболу с 1993 по 2005 год, была избрана лучшей опорой чемпионата мира в 1995 году, затем в 1997 году.
В 1994 году она перешла в датский клуб «Виборг», где в течение 9 сезонов выиграла 6 чемпионатов Дании и дважды вышла в финал Лиги чемпионов. В 2003 году она перешла в другой датский клуб «Ольборг», где она играла до 2008 года.

## Награды

### В сборной
Олимпийские игры
- Бронзовая медаль Олимпийских играх 1992 в Барселоне (объединенная команда)

Чемпионат мира
- 6-е место на чемпионате мира 1995 (сборная России)
- 4-е место на чемпионате мира 1997 (сборная России)[5]

Чемпионат Европы
- 7-е место на чемпионате Европы 1996 (сборная России)[6]
- 9-е место на чемпионате Европы 1998 (сборная России)[7]

### В клубе
Международные соревнования
- Финалист Лиги чемпионов в 1996 и 2001 годах (с Виборг (гандбольный клуб)[англ.])
- Победитель Кубка EHF 1999 года (с Viborg HK)
- победитель Европейского Суперкубка в 2001 году (с Viborg HK)

Национальные соревнования
- Чемпион Дании в 1995, 1996, 1997, 1999, 2000, 2001, 2002 годах (с Viborg HK)
- обладатель Кубка Дании в 1996 и 2003 годах (с Viborg HK)

### Индивидуальные награды
- признана лучшим центром чемпионата мира в 1995 и 1997 годах
- претендовала на звание на лучшей гандболистки года в мире по версии IHF в 1996 году 7-е и 1997 году 6-е место)